# 不可知有神论
不可知有神论（英語：agnostic theism, agnostotheism, agnostitheism），是一种既包含了有神论又包含了不可知论的哲学观念。不可知有神论者相信有神的存在，但同时相信神存在的方式是人类无法理解或者不可知的。不可知有神论者有时也会认为他们所信仰的神本身也是不可知的。

## 不可知有神论的立场

不可知有神论是不包括认知的信仰部分，在图中表示为紫色和蓝色的部分(参考认识论)。

有许多的信仰被认为是不可知有神论的一种，例如信仰主义，信仰主义者们认为知识依附于信仰和真理。并非所有不可知有神论者都是信仰主义者，不可知有神论被更广泛的认为是一种哲学观念而不单纯是宗教观念，不可知有神论并不排斥对神的信仰，所以不可知有神论与大多数有神论一样广为流传。
传统的对知识的哲学认识认为知识是用来规整信仰的。意义治疗的建立者维克多·弗兰克已经在他的观点中很好的举例证明了这一点。Seidner在弗兰克的例子上进行了进一步扩展并且强调弗兰克对无意识的描述。 不可知有神论在这套理论下被认为是在实在的神无法有效规整信仰后的折衷。人们也会因为他们宗教的信德的要求过高，两难的悖论(如罗素悖论)或哲学的批判而成为不可知有神论者。
基督教不可知论者则在修行着一种独特的不可知论主义，以进一步理解他们的神的形态。他们认为在基督教的基本教义外的任何事都是很难或者不可能确定的。他们相信神的存在，耶稣与他们以神圣的方式连结着，神应该受到崇拜。犹太教和早期基督教与这种理论有着很深的渊源。